# Welterbe in Nigeria
Zum Welterbe in Nigeria gehören (Stand 2017) zwei UNESCO-Welterbestätten, beides Stätten des Weltkulturerbes. Nigeria hat die Welterbekonvention 1974 ratifiziert, die erste Welterbestätte wurde 1999 in die Welterbeliste aufgenommen. Die bislang letzte Welterbestätte wurde 2005 eingetragen.

## Welterbestätten
Die folgende Tabelle listet die UNESCO-Welterbestätten in Nigeria in chronologischer Reihenfolge nach dem Jahr ihrer Aufnahme in die Welterbeliste (K – Kulturerbe, N – Naturerbe, K/N – gemischt, (G) – auf der Liste des gefährdeten Welterbes).
| Bild             | Bezeichnung                               | Jahr | Typ | Ref. | Beschreibung               |
| ---------------- | ----------------------------------------- | ---- | --- | ---- | -------------------------- |
| (weitere Bilder) | Kulturlandschaft Sukur (Lage)             | 1999 | K   | 938  |                            |
| (weitere Bilder) | Heiliger Hain der Oshun bei Osogbo (Lage) | 2005 | K   | 1118 | am Rande der Stadt Oshogbo |

## Tentativliste
In der Tentativliste sind die Stätten eingetragen, die für eine Nominierung zur Aufnahme in die Welterbeliste vorgesehen sind.

### Aktuelle Welterbekandidaten
Mit Stand 2020 sind 14 Stätten in der Tentativliste von Nigeria eingetragen, die letzte Eintragung erfolgte 2020. Die folgende Tabelle listet die Stätten in chronologischer Reihenfolge nach dem Jahr ihrer Aufnahme in die Tentativliste.
| Bild                                                   | Bezeichnung                                            | Jahr | Typ | Ref. | Beschreibung |
| ------------------------------------------------------ | ------------------------------------------------------ | ---- | --- | ---- | --- |
|                                                        | Benin Iya / Sungbos Eredo                              | 1995 | K   | 488  | |
| Alt-Oyo                                                | Alt-Oyo                                                | 1995 | K   | 489  | |
|                                                        | Kwiambana und/oder Ningi                               | 1995 | K   | 492  | Kwiambana sind die Ruinen einer Siedlung auf einem Inselberg, Ningi eine islamische Stadt                                                                                         |
| Die Kwa-Wasserfälle                                    | Oban-Hügel / Korup (Lage)                              | 1995 | N   | 493  | Die Oban-Hügel sind eine von Regenwald bedeckte Hügellandschaft im Südosten Nigerias und erstrecken sich bis nach Kamerun hinein, wo sie Teil des Korup-Nationalparks sind.       |
| Mangrovenwälder des Nigerdeltas                        | Mangrovenwälder des Nigerdeltas                        | 1995 | N   | 494  | Mangrovenwälder im Nigerdelta |
| BW                                                     | Gashaka-Gumti-Nationalpark (Lage)                      | 1995 | N   | 495  | |
|                                                        | Oke Idanre (Idanre-Hügel)                              | 2007 | K   | 5169 | |
|                                                        | Arochukwu-Long-Juju-Sklavenroute (Höhlentempelkomplex) | 2007 | K   | 5170 | |
| Stadtmauern des alten Kano und zugehörige Stätten      | Stadtmauern des alten Kano und zugehörige Stätten      | 2007 | K   | 5171 | Die ehemaligen Stadtmauern der alten Stadt Kano sind ein Erdwerk aus dem 12. bis 14. Jahrhundert. Zum Welterbe gehören weiter der Dala-Hügel, der Kurmi-Markt und der Emirpalast. |
| BW                                                     | Kulturlandschaft Surame (Lage)                         | 2007 | K/N | 5172 | Ruinenstätte der Hauptstadt eines Königreichs aus dem 15. und 16. Jahrhundert |
|                                                        | Monolithen von Alok Ikom                               | 2007 | K   | 5173 | |
|                                                        | Ogbunike-Höhlen                                        | 2007 | K/N | 5174 | |
| Die Kulturlandschaft rund um den Tschadsee.            | Die Kulturlandschaft rund um den Tschadsee.            | 2018 | K/N | 6360 | Es handelt sich um eine transnationale Bewerbung von Kamerun, Niger, Nigeria und Tschad.                                                                                          |
| Cross River – Korup – Takamanda (CRIKOT) Nationalparks | Cross River – Korup – Takamanda (CRIKOT) Nationalparks | 2020 | N   | 6204 | Es handelt sich um eine transnationale Bewerbung mit Kamerun. Beinhaltet die noch vorhandene Nominierung Oban-Hügel/Korup.                                                        |

### Ehemalige Welterbekandidaten
Diese Stätten standen früher auf der Tentativliste, wurden jedoch wieder zurückgezogen oder von der UNESCO abgelehnt. Stätten, die in anderen Einträgen auf der Tentativliste enthalten oder Bestandteile von Welterbestätten sind, werden hier nicht berücksichtigt.
| Bild                    | Bezeichnung                                              | Jahr      | Typ | Ref. | Beschreibung                                                                                         |
| ----------------------- | -------------------------------------------------------- | --------- | --- | ---- | --- |
| Kainji-See-Nationalpark | Kainji-See-Nationalpark (Lage)                           | 1980–1980 | N   | 123  | besteht aus zwei Teilen beidseitig des Kainji-Stausees                                               |
|                         | Birni Gazargamu und Gambaru                              | 1980–1981 | K   |      | Birni Gazargamu, ehemalige Hauptstadt von Bornu, mit dem 6 km nördlich gelegenen Residenzort Gambaru |
| Abuja (Neue Hauptstadt) | Abuja (Neue Hauptstadt) (Lage)                           | 1988–1995 | K   |      | |
|                         | Museum für traditionelle Nigerianische Architektur - Jos | 1988–1995 | K   |      | Architekturmuseum in der Stadt Jos                                                                   |